# Kisses (album)
Pour les articles homonymes, voir Kisses.
Albums de Anitta
Bang!
(2015) Versions of Me
(2022)
Singles
1. Poquito
Sortie : 5 avril 2019
2. Onda Diferente
Sortie : 5 avril 2019
3. Banana
Sortie : 9 juillet 2019
4. Get to Know Me
Sortie : 9 juillet 2019
5. Rosa
Sortie : 9 juillet 2019

Kisses est le quatrième album studio de la chanteuse brésilienne Anitta, sorti le 5 avril 2019, via Warner Music Brasil. Il s'agit d'un album visuel trilingue, avec des chansons en portugais, espagnol et anglais, et des clips vidéo pour chaque piste. Il a reçu une nomination aux Latin Grammy pour le meilleur album de musique urbaine.

## Contexte
En 2016, après avoir terminé la promotion de son troisième album studio Bang!, Anitta a commencé à planifier une carrière internationale et a commencé à sortir une série de collaborations comprenant des singles avec des artistes tels que Maluma, Iggy Azalea et Major Lazer en 2016 et 2017 afin de lancer le processus de établir sa carrière en dehors du Brésil. La collaboration avec Iggy Azalea, Switch, a marqué la première fois qu'Anitta a sorti une chanson dans laquelle elle chante en anglais. Un single nommé Paradinha, qui est chanté en espagnol, a suivi en 2017 et est devenu l'un des plus grands succès d'Anitta au Brésil tout en étant également enregistré dans d'autres pays comme le Mexique et le Portugal. En juillet 2017, Billboard a annoncé qu'Anitta avait signé avec Shots Studios pour une gestion en dehors du Brésil et qu'elle travaillait sur un album en anglais qui mettrait en vedette Marshmello, Alesso et Poo Bear.
Plus tard en 2017, Anitta a annoncé un projet intitulé Check Mate, dans lequel il consiste à sortir une nouvelle chanson plutôt en anglais, en espagnol ou en portugais accompagnée du clip vidéo qui l'accompagne. Elle a lancé le projet avec la première de Will I See You, produit par Poo Bear, qui est devenu son premier single en anglais en tant qu'artiste principale. En octobre 2017, elle s'aventure dans l'EDM en sortant le single Is That for Me, une collaboration avec le DJ suédois Alesso. Pour la sortie de novembre de Check Mate, Anitta a collaboré avec le chanteur colombien J Balvin sur le single pop latino Downtown et a ensuite sorti Vai Malandra, une collaboration avec le rappeur américain Maejor comme conclusion de son projet Check Mate.
Après la sortie d'une série de singles destinés au marché international, tels que Indecente et Medicina au premier semestre 2018, Anitta, alors qu'elle était interviewée par Billboard sur le tapis rouge des MTV Europe Music Awards 2018, a annoncé la sortie d'une pièce de théâtre prolongée contenant des chansons en anglais, espagnol et portugais, révélée plus tard comme étant intitulée Solo, qui sortira le 9 novembre 2018, qui inclurait "Veneno", un morceau anglais produit par Pharrell Williams intitulé "Goals" et la chanson portugaise "Não perco meu tempo".
En janvier 2019, un membre de l'équipe d'Anitta a laissé filtrer sur Instagram des informations sur le quatrième album studio que la chanteuse prévoyait, intitulé Game Over, contenant huit titres. Cependant, après la fuite, rien n'a été confirmé ou démenti par la chanteuse elle-même. En mars, Anitta avait publié un teaser accompagné du mot "Bisous" dans lequel elle disait : « Tu pensais que tous mes baisers seraient pour ça ? », évoquant la nouvelle qu'elle aurait embrassé plusieurs célébrités lors du Carnaval de 2019. Quelques jours plus tard, elle a confirmé que le projet concernait son quatrième album studio, qui contiendrait dix titres et un clip vidéo pour chacun d'eux.

## Concept et titre
Kisses est un album trilingue qui comprend dix chansons en anglais, espagnol et portugais, qu'Anitta considère comme sa sortie "la plus risquée" de sa carrière. C'est en avril 2019, lorsque l'album est sorti qu'il était en production depuis plus d'un an, "chaque morceau a été soigneusement conçu dans un but".
Anitta a commenté qu'en plus des dix titres, "dix Anittas différentes" seraient présentées sur le projet, précisant : "Bientôt, vous les connaîtrez toutes dans Kisses, l'album est trilingue et c'est très spécial et je travaille pour faire tout est parfait, j'espère que vous l'aimerez tous et que vous vous amuserez avec moi". Elle a également déclaré à Entertainment Tonight que son idée était de montrer au monde ses dix personnalités et à quel point elle pouvait être polyvalente. Mariah Carey, Rihanna, Beyoncé, Ariana Grande et Cardi B ont toutes été citées par Anitta comme ses principales inspirations tout en travaillant sur l'album.
Pour le titre de l'album, Anitta voulait un mot "qui peut être différent [choses] mais être la même chose". Elle avait initialement l'intention de nommer l'album Anittas, mais l'idée a été abandonnée car elle estimait que c'était "trop littéral". Le titre Kisses a finalement été suggéré par le directeur créatif de l'album Giovanni Bianco, qui a également fait référence à la nouvelle selon laquelle Anitta aurait embrassé plusieurs célébrités lors du Carnaval de 2019,.

## Enregistrement et réalisation
L'album et ses vidéoclips ont été enregistrés, produits et tournés pour un coût total d'environ 15 millions de BRL, dont Anitta a payé "un peu plus de 10 millions de BRL" et le reste a été payé par son label Warner Music.
Selon Anitta, la collaboration avec Snoop Dogg sur le morceau Onda Diferente s'est produite après que le rappeur l'ait appelée après avoir regardé Vai Anitta, sa série documentaire biographique produite sur Netflix, pour la féliciter. Sa collaboration avec le chanteur brésilien Caetano Veloso a eu lieu après que le duo et Gilberto Gil se soient produits ensemble lors de la cérémonie d'ouverture des Jeux olympiques d'été de 2016. Elle affirme que son défunt grand-père était un grand fan de Veloso et le fait qu'elle ait enregistré une chanson avec ce dernier était un honneur.

## Promotion
Anitta a révélé la liste des morceaux via ses comptes de médias sociaux fin mars avant de publier la pochette le 27 mars. Une vidéo teaser pour l'album a également été publiée. Le 5 avril 2019, Poquito avec Swae Lee a été annoncé comme le premier single de l'album. Le deuxième single en anglais sera Get to Know me avec Alesso. Le troisième single est Banana avec Becky G, et le quatrième single est Rosa avec Prince Royce.

## Tournée
Anitta a commencé sa nouvelle tournée mondiale, intitulée Kisses Tour, à Boom, en Belgique, le 27 juillet 2019. La tournée a traversé l'Amérique du Sud, l'Amérique du Nord et l'Europe.

## Réception critique
Kisses a reçu des critiques généralement favorables de la part des critiques de musique. Rachel Aroesti de The Guardian a attribué à l'album trois étoiles sur cinq, félicitant la personnalité d'Anitta dans certaines des chansons telles que Banana et a affirmé qu'il s'agissait d'un album "qui ressemble plus à un signe des temps agréable à la foule qu'à une proposition particulièrement excitante dans son propre droit". Nick Levine de NME a attribué à l'album quatre étoiles sur cinq et l'a félicité dans l'ensemble, en affirmant qu'il "crée un mélange élégant et cohérent de bops reggaeton et de coupes aromatiques mouchetées de trap". Mike Nied d'Idolator considérait l'album comme "l'exploit le plus impressionnant d'Anitta à ce jour".
Plusieurs morceaux de l'album ont été salués par les critiques musicaux. Michael Love de Paper Magazine a nommé Poquito comme le meilleur morceau de l'album et l'a décrit comme "inspiré du piège, pétillant et doucement séduisant" qui y captive l'essence d'Anitta. Rosa avec Prince Royce a été nommé meilleur morceau de l'album par Raisa Bruner de Time, qui croyait que la chanson "capture Anitta à son meilleur" et raconte "une histoire sensuelle". Mike Nied d'Idolator a complimenté le morceau Banana avec la chanteuse américaine Becky G en le qualifiant de "vibrant et ludique", et a également loué la chimie d'Anitta et Becky G et les contributions "impertinentes" de cette dernière au morceau. Nick Levine de NME a nommé Você Mentiu avec Caetano Veloso comme "le morceau le plus surprenant musicalement" de l'album et affirme que c'est une "démonstration de confiance". Levine a également fait l'éloge de Onda Diferente avec Ludmilla et Snoop Dogg et le couplet rap de ce dernier sur la piste.
En 2019, Kisses a été nommé pour le meilleur album de musique urbaine lors de la 20e édition des Latin Grammy Awards.

## Liste des pistes
| 1.    | Atención                                                     | - Iberê Fortes - Jhay Cortez - Anitta - Mateo Tezzel - Vicente Barco                                               | Tezzel                                               | 2:40 |
| 2.    | Banana (feat. Becky G)                                       | - Ender Thomas - Mario Cáceres - Sam - Sean - SupaDups - Tainy - Theron Thomas                                     | - Sam - SupaDups - Sean - Tainy                      | 3:15 |
| 3.    | Onda diferente (avec Ludmilla et Snoop Dogg feat. Papatinho) | - Ludmilla - Dogg                                                                                                  | - DJ Will22 - Mãozinha - Papatinho - Umberto Tavares | 2:40 |
| 4.    | Sin miedo (avec DJ Luian et Mambo Kingz)                     | - Edgar Vargas - Elvin Peña - Francis Diaz - Henry Pulman - Kedin Maisonet - Anitta - Luian Nieves - Xavier Vargas | - DJ Luian - Jowny - Mambo Kingz                     | 3:11 |
| 5.    | Poquito (avec Swae Lee)                                      | - Alyssa Cantu - Michael Matosic - Ryan Ogren - Lee                                                                | Ryan OG                                              | 2:55 |
| 6.    | Tu y yo (avec Chris Marshall)                                | - Adrian Marshall - Barbara Mendoza - Jorge Vasquez - Anitta - Manuel Cortes - Simon Restrepo                      | Dímelo Flow                                          | 3:26 |
| 7.    | Get to Know Me (avec Alesso)                                 | - DVLP - Ale Alberti - Alesso - Anitta - Sweet Talker                                                              | - Alesso - DVLP                                      | 2:42 |
| 8.    | Rosa (avec Prince Royce)                                     | - Andres Saavedra - Dan Valbusa - Feid - Geoffrey Rojas - Jean Rodriguez - Anitta - Marcelo Ferraz - Pedro Dash    | - Valbusa - Ferraz - Dash                            | 2:46 |
| 9.    | Juego                                                        | - DVLP - Cortez - Anitta - Sky                                                                                     | - DVLP - Sky                                         | 3:12 |
| 10.   | Você mentiu (avec Caetano Veloso)                            | - Jefferson Junior - Machado - Tavares                                                                             | - Mãozinha - Tavares                                 | 2:59 |
| 29:46 |                                                              | |                                                      |      |

## Classements
| Classements (2022)            | Meilleure position |
| ----------------------------- | ------------------ |
| Espagne (Streaming Albums)    | 46                 |
| États-Unis (Top Latin Albums) | 16                 |
| États-Unis (Latin Pop Albums) | 4                  |

| Classements (2022)            | Position |
| ----------------------------- | -------- |
| Portugal (Digital Albums)     | 86       |
| États-Unis (Top Latin Albums) | 93       |

## Historique des versions
| Région | Date         | Format(s)                    | Label              |
| ------ | ------------ | ---------------------------- | ------------------ |
| Divers | 5 avril 2019 | - Téléchargement - streaming | Warner Music Group |